# Wenigzell
Wenigzell est une commune autrichienne du district de Hartberg en Styrie.